# Harpalina
Los harpalinos (Harpalina) es una subtribu de coleópteros adéfagos de la familia Carabidae.
Tiene una distribución mundial con alrededor de 1700 especies.

## Géneros
Tiene los siguientes géneros:
| - Acinopus - Afromizonus - Allosiopelus - Amblygnathus - Anisocnemus - Athrostictus - Axinotoma - Aztecarpalus - Bleusea - Boeomimetes - Coleolissus - Cratacanthus - Cratognathus - Daptus - Dioryche - Discoderus - Dregus | - Ectinothorax - Eriophonus - Euryderus - Geodromus - Harpalinus - Harpalobrachys - Harpalodiodes - Harpalomorphus - Harpalus - Harpathaumas - Harponixus - Hartonymus - Heteracantha - Hyphaereon - Indiophonus - Liodaptus - Microderes | - Neoaulacoryssus - Neodiachipteryx - Neohyparpalus - Neophygas - Nesarpalus - Nipponoharpalus - Nothodaptus - Oesyperus - Omostropus - Ophoniscus - Ophonus - Oxycentrus - Pangus - Parasiopelus - Parophonus - Paulianoscirtus - Penthophonus | - Phyrometus - Piosoma - Platymetopsis - Platymetopus - Prakasha - Pseudodiachipteryx - Pseudohyparpalus - Pseudoselenophorus - Selenophorus - Selenotichnus - Siopelus - Stenomorphus - Trichopselaphus - Trichotichnus - Trichoxycentrus - Typsiharpalus - Xenodochus |